# Thomas Henry Kirk
Pour les articles homonymes, voir Thomas Kirk et Kirk.
Thomas Henry Kirk (15 février 1873–3 octobre 1940) est un homme politique canadien de la Colombie-Britannique. Il est député provincial conservateur de la circonscription britanno-colombienne de Vancouver City de 1928 à 1933. Il est aussi conseiller municipal de Vancouver.
Kirk meurt à Vancouver en octobre 1940 à l'âge de 67 ans.